# Jiang Yanyong
Jiang Yanyong (Hancheu, 4 de outubro de 1931 – 11 de março de 2023) foi um médico chinês que expôs o encobrimento da epidemia de síndrome respiratória aguda grave (SARS) na China. Nascido na família detentora do Banco Zhejiang Xingye, era o médico-chefe do Hospital 301 em Pequim e um membro sénior do Partido Comunista da China.

## Educação
Jiang frequentou a Universidade de Yenching, tendo escolhido uma carreira na medicina depois de ver uma tia morrer de tuberculose. Em 1952 ingressou na Faculdade de Medicina de Peking Union.

## Carreira
Jiang alistou-se no Exército de Libertação Popular em 1954 e foi assignado ao Hospital 301 (Hospital Geral do respetivo exército) em Pequim. Em 1987, foi nomeado como cirurgião-chefe desse mesmo hospital.
Enquanto que o vírus SARS começou a propagar-se na China em finais de 2002 e inícios de 2003, o número de casos que foram sendo reportados na China continental foram subestimados de forma drástica pelo governo chinês. A 4 de abril de 2003, Jiang enviou via e-mail uma carta à CCTV4 e à PhoenixTV (Hong Kong) a reportar o sucedido. Apesar de nenhum dos órgãos televisivos ter respondido ou publicado a carta, a mesma foi vazada a organizações noticiosas ocidentais. A 8 de abril de 2003, Jiang foi contactado por um jornalista do The Wall Street Journal através de uma entrevista telefónica. Mais tarde no mesmo dia, Susan Jakes, uma jornalista da revista Time em Pequim contactou igualmente Jiang. A revista Time publicou imediatamente a notícia surpreendente, colocando como título "O [Vírus] SARS de Pequim Ataca".

## Morte
Yanyong morreu no dia 11 de março de 2023, aos 91 anos.

## Ligações Externas
- Jiang Yanyong no China Digital Times
- Time Magazine 2003 Biografia de Jiang Yanyong
- Revista Time, conteúdo da carta de 2003 sobre SARS
- Artigo da BBC sobre o desaparecido Jiang Yanyong
- Tradução do texto da carta de fevereiro de 2004, escrita por Jiang Yanyong, solicitando uma reanálise do Massacre da Praça da Paz Celestial
- Artigo da Anistia Internacional
- Artigo da Human Rights Watch
- Artigo do NY Times detalhando o lançamento
- CITAÇÃO para Jiang Yanyong no site da Fundação Ramon Magsaysay Award
- Artigo de Philip P. Pan no New Republic